# La primera muerte
La primera muerte (First Kill en la versión original en inglés) es una serie lésbica y dramática estadounidense sobrenatural para adolescentes creada por Victoria Schwab que se estrenó el 10 de junio de 2022 en Netflix. La serie está basada en la obra homónima de Schwab. en agosto de 2022, la serie fue cancelada después de una temporada.

## Argumento
Es hora de que la vampira Juliette haga su primera muerte para poder ocupar su lugar entre su poderosa familia de vampiros de legado, descendientes directos por línea materna de Lilith que eligió ser mordida por la Serpiente en el Jardín del Edén. Juliette pone su mirada romántica en una chica nueva en la ciudad llamada Calíope, pero se sorprende cuando Calíope, que comparte sus sentimientos románticos, demuestra ser una cazadora de vampiros de The Guardian Guild. Ambas descubren que la otra no será tan fácil de matar y, desafortunadamente, demasiado fácil de enamorarse.

## Reparto

### Principal
- Sarah Catherine Hook como Juliette Fairmont
- Imani Lewis como Calíope "Cal" Burns
- Elizabeth Mitchell como Margot Fairmont
- Aubin Wise como Talia, la madre de Cal
- Gracie Dzienny como Elinor, la hermana mayor de Juliette
- Will Swenson como Sebastian Fairmont
- Dominic Goodman como Apolo, el hermano mayor de Cal
- Phillip Mullings Jr. como Theo, el medio hermano mayor de Cal
- Jason R. Moore como Jack, el padre de Cal

### Recurrente
- Will Swenson como Sebastian, el antiguo esposo humano de Margot.
- Jonas Dylan Allen como Ben Wheeler, el mejor amigo de Juliette
- MK xyz como Tess Franklin, la mejor amiga de Cal
- Joseph D. Reitman como Clayton Cook
- Walnette Santiago como Carmen
- Polly Draper como Davina Atwood, la madre de Margot y gobernante de los vampiros Legacy
- Dylan McNamara como Oliver, el hermano mayor de Juliette y el hermano gemelo de Elinor.

Además, Roberto Méndez coprotagoniza como Noah Harrington.

## Episodios
| N.º en temp. | Título                | Dirigido por      | Escrito por                       | Fecha de emisión original |
| ------------ | --------------------- | ----------------- | --------------------------------- | ------------------------- |
| 1            | «El primer beso»      | Jet Wilkinson     | Victoria Schwab                   | 10 de junio de 2022       |
| 2            | «La primera sangre»   | Jet Wilkinson     | Victoria Schwab Mark Hudis        | 10 de junio de 2022       |
| 3            | «La primera pelea»    | Eriq La Salle     | Bryce Ahart & Stephanie McFarlane | 10 de junio de 2022       |
| 4            | «La primera cita»     | Eriq La Salle     | Bryce Ahart & Stephanie McFarlane | 10 de junio de 2022       |
| 5            | «El primer amor»      | Amanda Tapping    | Miguel Nolla                      | 10 de junio de 2022       |
| 6            | «La primera ruptura»  | Amanda Tapping    | Mark Hudis                        | 10 de junio de 2022       |
| 7            | «El primer adiós»     | John T. Kretchmer | Joy Blake                         | 10 de junio de 2022       |
| 8            | «La primera traición» | Salim Akil        | Felicia D. Henderson              | 10 de junio de 2022       |